# Norueguês da Floresta
Norueguês da Floresta é uma raça de gatos de aspecto selvagem oriunda da Noruega.

## Características físicas
A necessidade de se abrigar durante os invernos frios da Escandinávia transformou seu manto num cobertor rústico e resistente a água, que apresenta três camadas de pelo (subpelo lanoso e denso, pelo longo e áspero, que diminui a formação de nós e um pelo mais longo e grosso, chamado de guard-hair, que tem a função de evitar que a neve entre em contato com a pelagem), protegendo-o do vento e da neve. Além disso, o manto mantém o calor, secando após cerca de quinze minutos. Para proteger-se do frio este gato também possui abundante “juba”, tufos de pelos entre os dedos dos pés e cauda longa e peluda, para proteger seu focinho do frio.
A raça deve apresentar um rosto triangular, e as orelhas devem seguir essa triangulação. O focinho deve ser reto, com o topo da cabeça arredondado, em continuidade suave à linha do focinho, sem interrupções. O queixo deve ser forte. A ossatura deve ser grossa e robusta.
É uma raça tardia, finalizando seu crescimento entre 4 e 5 anos de idade. Quando adultos, devem ser musculosos. O dimorfismo sexual é acentuado, sendo os machos bem maiores que as fêmeas (entre 50% e 60% mais pesados). Uma fêmea saudável (não obesa) pesa entre 4kg e 5,5kg, já o macho pode pesar entre 6kg e 9kg.
Apesar desse peso, o Norueguês não deve ser ter corpo muito alongado, devendo apresentar uma proporcionalidade de 3 x 4 (3 de altura para 4 de comprimento), mas por terem as patas traseiras mais altas que as da frente, se movimentam com a coluna arqueada para cima, passando a impressão de serem "quadrados".
O Norueguês da Floresta requer escovagem ocasional, pois, apesar de compridos, os pelos dificilmente se embaraçam. Como todos os outros gatos, ele passa por uma mudança de pêlos uma vez ao ano.

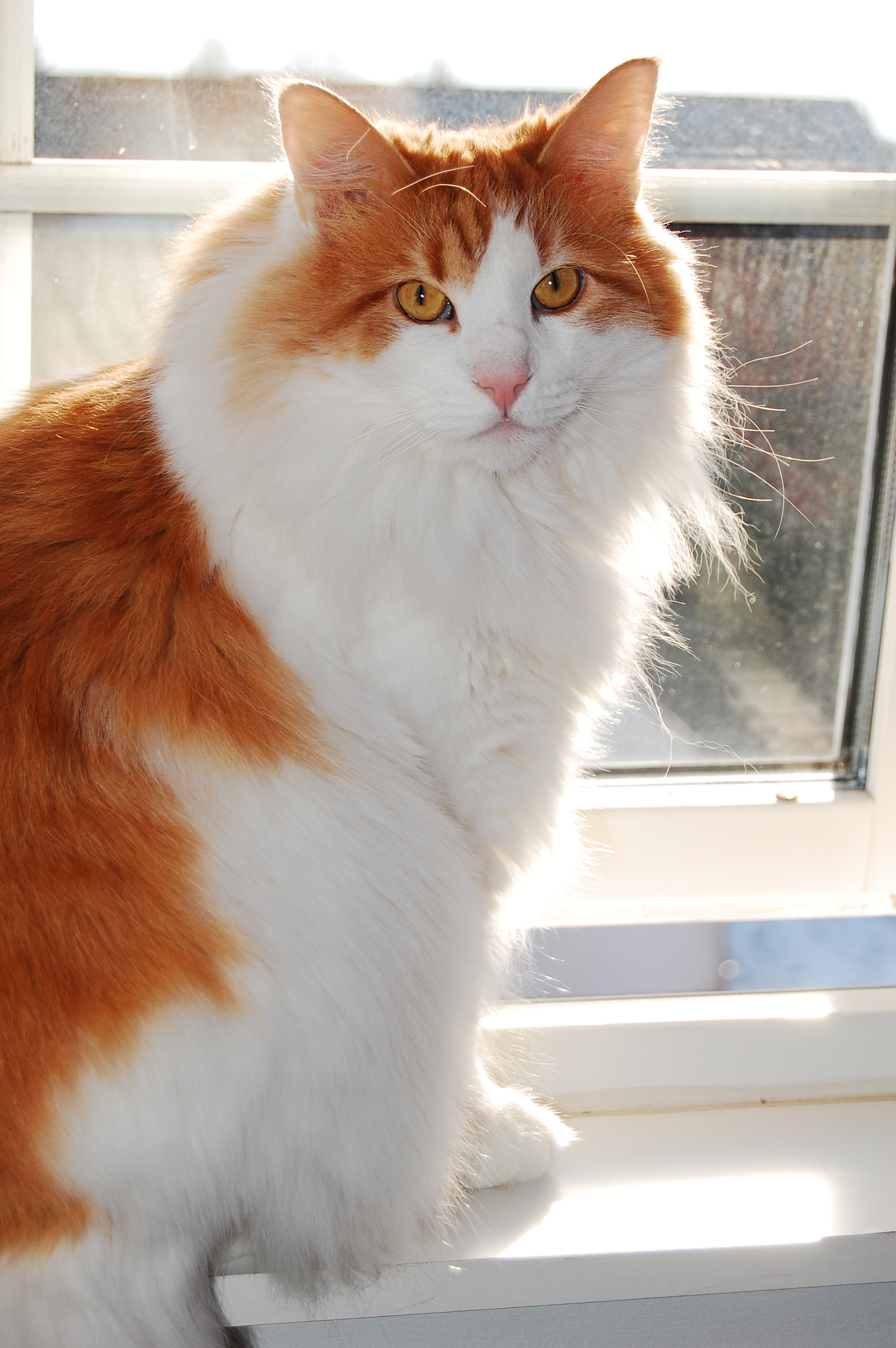
O norueguês pode ser encontrado em diversas cores

## Temperamento
As necessidades de sobrevivência também tornaram o Norueguês da Floresta um gato cauteloso e inteligente. Devido ao seu instinto aguçado de caça, recomenda-se a instalação de grades em toda e qualquer janela, pois quando focam em sua caça, ficam "cegos" para outros riscos que, normalmente, eles estariam atentos.
A personalidade desta raça apresenta traços de afetuosidade e independência.
Esta raça adora grandes espaços, mas vive muito bem dentro de casas e apartamentos, afinal, para sobreviver ao frio escandinavo, eles aprenderam a conviver com humanos em celeiros e armazéns, que lhes conferiu também a característica de serem gregários, convivendo pacificamente com outros gatos. 
Uma característica curiosa deste felino é descer das árvores em espiral, de cabeça para baixo.
A maior população da raça encontra-se na Suíça.